# Економіка Болівії

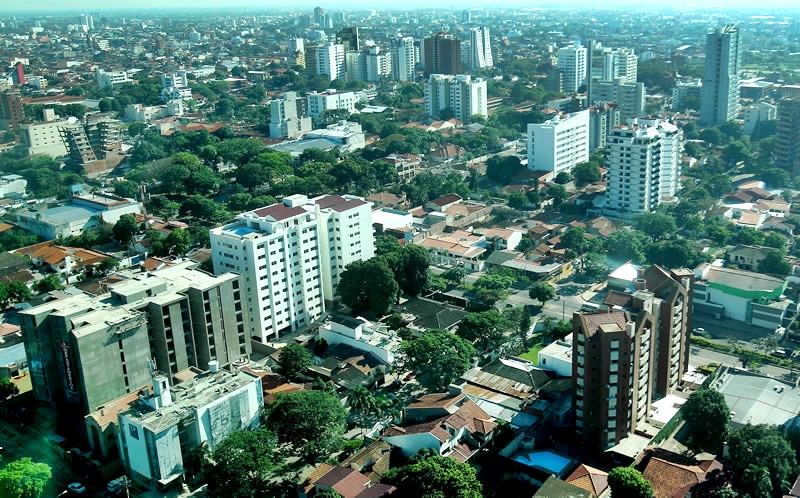
Санта-Крус-де-ла-Сьєрра

Болівія — промислово-аграрна країна з розвинутою гірничодобувною галуззю.

## Загальна характеристика
Галузі економіки: гірнича, металургійна, нафтова, харчова, тютюнова, легка промисловість, розвинуте ремесло. Основний транспорт — залізничний, автомобільний, судноплавний (по о. Тітікака). Залізниці зв'язують промислові міста і центри видобутку корисних копалин з тихоокеанськими портами Антофагаста і Аріка в Чилі і Мольєндо в Перу, а також із залізничними системами Бразилії і Аргентини. Більшість автомобільних доріг зосереджена на Альтіплано і в прилягаючих до нього долинах. Магістральне шосе з'єднує міста Кочабамба і Санта-Крус-де-ла-Сьєрра; дороги з твердим покриттям прокладені від цих міст до пров. Чапаре і до м. Тринідад на р. Маморе. Здійснюються основні авіаперевезення на внутрішніх лініях і регулярні рейси в найбільші міста Латинської Америки.
За даними Index of Economic Freedom, The Heritage Foundation, U.S.A., 2001]: ВВП — $ 7,7 млрд. Темп зростання ВВП — 4,7 % (за період з 1991 по 1996 воно становило в середньому 3,9 % на рік). ВВП на душу населення — $ 964. Прямі закордонні інвестиції — $ 678 млн Імпорт — $ 2,5 млрд (зокрема США — 31 %; Японія — 23 %; Бразилія — 12 %; Аргентина — 11 %; Чилі — 6 %; Перу — 4 %). Експорт — $ 1,6 млрд (зокрема Велика Британія — 16,1 %; США — 12,5 %; Аргентина — 9,9 %; Колумбія — 7,4 %; Німеччина — 1,8 %).
У 2001 р структура наповнення ВВП: сільське господарство — 14 %, гірничі роботи — 4,5 %, нафтова індустрія — 4,6 %, виробництво — 16,6 %, транспорт і зв'язок — 10,9 %, торгівля — 8,5 %, сфера послуг — 8,9 %.
У 1990-х роках торговий баланс Болівії залишався пасивним. Після різкого спаду 1980-х експорт тільки в 1991 рік дещо перевищив 1 мільярд доларів США, досягши таким чином рівня десятирічної давності. У 1981 бл. 56 % прибутку від експорту припадало на продукцію гірничорудної промисловості і 35 % — на нафту і газ. У 1991 році ці цифри складали відповідно 42 % і 28 %. Досі країна потребує імпорту обладнання і не може повністю забезпечити себе продовольством.
На початку 1980-х років трудові ресурси складали приблизно третину населення країни, причому чверть цієї кількості припадала на частку жінок. За даними на 1992 рік, не мало роботи 6 % економічно активного населення, проте, зниженню цього показника сприяє наявність сильної тіньової економіки (насамперед, наркобізнесу), де зайнято приблизно 250 тисяч осіб. В середині 1990-х років. 17 % працездатного населення зайнято в сільському господарстві, 31 % — в промисловості і 52 % — у сфері послуг.
У 1994 на частку обробної промисловості припадало приблизно 15 % валового внутрішнього продукту. Найрозвиненіші харчова промисловість, особливо виробництво цукру і напоїв; велике значення мають нафтопереробна і нафтохімічна галузі і кольорова металургія (виплавка олова).